# Décès en octobre 1990
Décès
- 1986
- 1987
- 1988
- 1989
- 1990
- 1991
- 1992
- 1993
- 1994

Pour une information complémentaire, voir la page d'aide.

| Date        | Nom                                | Activités                                           | Âge | Source |
| ----------- | ---------------------------------- | --------------------------------------------------- | --- | ------ |
| 1er octobre | Mayo (Antoine Malliarakis)         | peintre grec                                        | 84  |        |
| 4 octobre   | Waldemar Philippi                  | footballeur sarrois et allemand                     | 61  | (de)   |
| 9 octobre   | Marcel Depré                       | peintre français                                    | 71  |        |
| 13 octobre  | William Clochard                   | peintre français                                    | 96  |        |
| 14 octobre  | Leonard Bernstein                  | compositeur, pianiste et chef d'orchestre américain | 72  |        |
| 15 octobre  | Delphine Seyrig                    | actrice française                                   | 58  |        |
| 16 octobre  | Art Blakey                         | batteur de jazz américain                           | 71  |        |
| 18 octobre  | Gato Pérez                         | musicien d'origine argentine                        | 39  | (es)   |
| 19 octobre  | Raymond Huntley                    | acteur britannique                                  | 86  |        |
| 20 octobre  | Joel McCrea                        | acteur américain                                    | 84  |        |
| 22 octobre  | Marceau Verschueren dit V. Marceau | accordéoniste et compositeur français               | 89  |        |
| 22 octobre  | Louis Althusser                    | philosophe français                                 | 72  |        |
| 25 octobre  | Costa Pereira                      | footballeur international portugais                 | 60  |        |
| 27 octobre  | Ugo Tognazzi                       | acteur de cinéma et réalisateur italien             | 68  |        |
| 27 octobre  | Jacques Demy                       | réalisateur français                                | 59  |        |
| 27 octobre  | Xavier Cugat                       | musicien espagnol                                   | 90  |        |
| 31 octobre  | Carmine Saponetti                  | coureur cycliste italien                            | 77  |        |
| 31 octobre  | Tony Rombouts                      | footballeur belge                                   | 38  |        |